# Patromasia
Patromasia is een geslacht van vlinders uit de familie van de zakjesdragers (Psychidae). De wetenschappelijke naam van dit geslacht is voor het eerst voorgesteld door Edward Meyrick in een publicatie uit 1926.
Dit geslacht is monotypisch, dat wil zeggen dat het maar één soort heeft namelijk Patromasia petroglypta Meyrick, 1926, die in Namibië voorkomt.